# وزارة العمل والضمان الاجتماعي (اليونان)
وزارة العمل والضمان الاجتماعي (باليونانية: Υπουργείο Εργασίας και Κοινωνικής Ασφάλισης)‏  </link> ) هي وزارة في اليونان. الوزير الحالي هو دومنا ميكايليدو، عضو البرلمان اليوناني عن دائرة بيرايوس الانتخابية للديمقراطية الجديدة، وقد تم تغيير مُسمى الوزارة في العديد من التشكيلات الحكوميَّة.

## قائمة الوزراء

### العمالة والحماية الاجتماعية (2001-2009)
| اسم                  | تولى منصبه     | ترك المكتب     | حزب                 |
| -------------------- | -------------- | -------------- | ------------------- |
| ديميتريس ريباس       | 24 أكتوبر 2001 | 10 مارس 2004   | باسوك               |
| بانوس باناجيوتوبولوس | 10 مارس 2004   | 15 فبراير 2006 | الديمقراطية الجديدة |
| سافاس تسيتوريديس     | 15 فبراير 2006 | 30 أبريل 2007  | الديمقراطية الجديدة |
| فاسيليوس ماجيناس     | 30 أبريل 2007  | 18 ديسمبر 2007 | الديمقراطية الجديدة |
| فاني بالي-بتراليا    | 18 ديسمبر 2007 | 7 أكتوبر 2009  | الديمقراطية الجديدة |

### العمل والضمان الاجتماعي (2009-2012)
| اسم                | تولى منصبه    | ترك المكتب    | حزب   |
| ------------------ | ------------- | ------------- | ----- |
| أندرياس لوفيردوس   | 7 أكتوبر 2009 | 7 سبتمبر 2010 | باسوك |
| لوكا كاتسيلي       | 7 سبتمبر 2010 | 17 يونيو 2011 | باسوك |
| جيورجوس كوترومانيس | 17 يونيو 2011 | 17 مايو 2012  | باسوك |
| أنتونيس روباكيوتيس | 17 مايو 2012  | 21 يونيو 2012 |       |

### العمل والضمان الاجتماعي والرعاية الاجتماعية (2012-2015)
| اسم             | تولى منصبه    | ترك المكتب    | حزب                 |
| --------------- | ------------- | ------------- | ------------------- |
| ايوانيس فروتسيس | 21 يونيو 2012 | 27 يناير 2015 | الديمقراطية الجديدة |

### العمل والتضامن الاجتماعي (2015)
| اسم             | تولى منصبه    | ترك المكتب    | حزب    |
| --------------- | ------------- | ------------- | ------ |
| بانوس سكورليتيس | 27 يناير 2015 | 18 يوليو 2015 | سيريزا |

### العمل والتأمين الاجتماعي والتضامن الاجتماعي (2015-2019)
| اسم                | تولى منصبه     | ترك المكتب     | حزب    |
| ------------------ | -------------- | -------------- | ------ |
| جورجيوس كاتروجالوس | 18 يوليو 2015  | 27 أغسطس 2015  | سيريزا |
| ديميتريس موستاكاس  | 28 أغسطس 2015  | 21 سبتمبر 2015 | مستقل  |
| جورجيوس كاتروجالوس | 23 سبتمبر 2015 | 5 نوفمبر 2016  | سيريزا |
| إيفي أتشتسوغلو     | 5 نوفمبر 2016  | 9 يوليو 2019   | سيريزا |

### العمل والشؤون الاجتماعية (2019–2023)
| اسم                  | تولى منصبه   | ترك المكتب    | حزب                 |
| -------------------- | ------------ | ------------- | ------------------- |
| جيانيس فروتسيس       | 9 يوليو 2019 | 5 يناير 2021  | الديمقراطية الجديدة |
| كوستيس هاتزيداكيس    | 5 يناير 2021 | 26 مايو 2023  | الديمقراطية الجديدة |
| باترينا باباريجوبولو | 26 مايو 2023 | 27 يونيو 2023 |                     |

### العمل والضمان الاجتماعي (2023–الحاضر)
| اسم              | تولى منصبه    | ترك المكتب            | حزب                 |
| ---------------- | ------------- | --------------------- | ------------------- |
| أدونيس جورجياديس | 27 يونيو 2023 | 4 يناير 2024          | الديمقراطية الجديدة |
| دومنا ميكايليدو  | 4 يناير 2024  | مايجب في الوضع الراهن | الديمقراطية الجديدة |

## روابط خارجية
- باللغة اليونانية